# Up in the Air (novela)
Up in the Air es una novela de 2001 escrita por el autor Walter Kirn. Posteriormente fue adaptada al cine con la película de 2009 Up in the Air, protagonizada por George Clooney.

## Desarrollo
Kirn escribió el libro en la Montana rural durante un invierno bloqueado por la nieve en un rancho, mientras pensaba sobre aeropuertos, aviones y sobre una conversación en particular que había tenido con un pasajero en una cabina de primera clase. El pasajero mencionó que tuvo un apartamento en Atlanta pero nunca lo usó. En su lugar alquiló un almacén para sus pertenencias, pues vivía en hoteles y viajaba 300 días al año. Consideraba a la tripulación del vuelo como su familia, e indicó que sabía el nombre del asistente de vuelo y sabía los nombres de sus hijos.

## Ventas
El libro recibió algunas buenas críticas e inicialmente vendió bien hasta el 11 de septiembre de 2001, cuando las ventas fueron disminuyendo poco a poco y casi se detuvieron. La cubierta con una caricatura de empresarios voladores, uno de ellos en fuego y cayendo hacia la Tierra también afectó las ventas. Las críticas positivas de la película de Jason Reitman hizo que las ventas aumentaran.

## Adaptación al cine
Jason Reitman y Sheldon Turner adaptaron la novela en 2009, con el largometraje protagonizado por George Clooney.